# Gerald John Mathias
Gerald John Mathias (ur. 20 września 1953 w Kalianpur) – indyjski duchowny katolicki, biskup diecezji Szimla i Czandigarh w latach 2000-2008, biskup Lucknow od 2008.

## Życiorys
Święcenia kapłańskie przyjął 22 kwietnia 1979. Był m.in. proboszczem parafii katedralnej w Lucknow (1995-2000).

### Episkopat
22 grudnia 1999 roku został mianowany przez papieża Jana Pawła II biskupem diecezji Szimla i Czandigarh. 9 kwietnia 2000 odbyła się jego sakra biskupia, której przewodniczył arcybiskup Delhi, Alan Basil de Lastic.
8 listopada 2007 Benedykt XVI przeniósł go na stolicę biskupią Lucknow. Jego ingres do nowej diecezji odbył się 4 stycznia 2008.